# Museo Juan Lorenzo Lucero
Das Museo Juan Lorenzo Lucero ist ein historisches Museum an der Calle 18 in Pasto, Kolumbien.
Das Museum ist nach Juan Lorenzo Lucero, Bischof von Quito und Popayan im 17. Jahrhundert, benannt. Es wurde 1974 von Pater Jaime Álvarez gegründet und ist Teil der Juan-Lorenzo-Lucero-Stiftung, eines Werks der Gesellschaft Jesu. Das Museum zeigt religiöse Kunstwerke der Quito-Schule, Volkskunst, Musikinstrumente sowie archäologische und ethnografische Objekte. Die Bibliothek des Museums umfasst Literatur regionaler Autoren.
Das Museum besteht aus fünf Räumen:
- Die Sala de memoria thematisiert Krieg und Frieden in der Region.
- Die Sala de arte, liturgia y devoción popular wdmet sich Kunst, Liturgie und Volksandacht.
- Die Sala de historia regional widmet sich allgemein regionaler Geschichte.
- Die Sala de hombres de misión widmet sich der regionalen Jesuitengeschichte.
- Die Sala de compositores de Nariño widmet sich regionalen Musikern und Komponisten